# Тетовска галерия за икони
Тетовската галерия за икони (на македонска литературна норма: Тетовска галерија за икони)) е музей в Северна Македония, разположен в църквата „Св. св. Кирил и Методий“ в Тетово. Галерията е третата в страната след Новоселската в църквата „Успение Богородично“ и Щипската в „Свети Никола“.

## Описание
Сбирката съдържа 111 икони от различен формат и 1 рисунка на платно. Изборът на иконите и автор на концепцията на поставката е историкът на изкуството Коста Балабанов в сътрудничество с Музея на Тетовския край и Тетовското архиерейско наместничество на Македонската православна църква. Иконите са от църкви в Тетово - „Свети Никола“, „Света Богородица“, „Свети Димитър“, „Св. св. Кирил и Методий“ и от Тетовско - църквите на Лешочкия манастир, „Света Петка“ във Вратница, „Рождество Богородично“ в Беловище, „Света Богородица“ в Йелошник, „Свети Теодор Тирон“ в Янчище, „Свети Мина“ и „Свети Георги“ във Вълковия, „Свети Георги“ в Отуние и други. Сбирката илюстрира развитието на иконописа в Северна Македония през целия XIX и началото на XX век. Авторите са известни/подписани зографи и зографски работилници, както и няколко неидентифицирани. Само две икони от сбирката датират от края на XVIII век. Най-големият брой зографи са от Велешкия, Тетовския, Крушевския, Дебърския и Малореканския край - Яне Шишич (1856) от Тетово, Дичо Кръстев (1855, 1860, 1861) и Аврам Дичов (1873) от Тресонче, Михаил Гюрчинов от Галичник (1879), Йосиф Мажовски и неговия брат Яков Мажовски от Лазарополе (1866, 1884, 1896, 1897), Константин Яков (Бундовски) от Галичник (1884, 1886), Евгений Попкузманов от Галичник (1882, 1888), Кръстьо Николов и Константин Николов и Русалим Кръстев от Лазарополе и най-младия между тях, Димитър Папрадишки от Папрадище (1927). Чрез стилов анализ на иконите от сбирката са идентифицирани още трима автори - Йерей Петър, Дамян от Крушево и Анастас Зограф от Крушево, които не са оставили подписи. В галерията са изложени и икони от трима руски иконописци - Николай Йосиф, Константин Апостолович и Георги Авраамович, които живели и творили в Йерусалим. За малък брой икони се предполага, че са дело на гръцки автори.